# Dash & Lily
Dash & Lily (en español: Dash y Lily) es una serie de comedia romántica de televisión web estadounidense que se estrenó en la plataforma de streaming Netflix el 10 de noviembre de 2020. Creada por Joe Tracz, se basa en la adaptación del libro de literatura juvenil El cuaderno de desafíos de Dash y Lily (Dash & Lily's Book of Dares) de David Levithan y Rachel Cohn publicado en 2010. Se encuentra protagonizada por los actores Austin Abrams y Midori Francis y producida por Karl Frankenfield y Nick Jonas. Los directores fueron Fred Savage (4 episodios), Pamela Romanowsky (2 episodios) y Brad Silberling (2 episodios). La temporada consta de 8 episodios.
La serie trata sobre dos adolescentes, Dash, el cínico, y Lily, la optimista, que intercambian mensajes y retos en un cuaderno rojo que se envían a través de Nueva York en los días previos a la Navidad.

## Historia
En plena temporada navideña, Lily, una joven de diecisiete años, ha dejado en un estante de su librería favorita un cuaderno rojo lleno de desafíos, a la espera de que aparezca el chico indicado que los acepte. Dash, a quien las fiestas lo ponen de malhumor, resulta ser el primer chico que toma el cuaderno y acepta el reto. Lo que sigue es un intenso intercambio de desafíos, deseos y sueños en el cuaderno que se pasan de uno a otro a través de distintos escenarios de la ciudad de Nueva York.

## Producción
En octubre de 2019 Netflix ordenó una adaptación de 8 episodios de la novela juvenil El cuaderno de desafíos de Dash & Lily (publicada anteriormente como Cuaderno de dos) de Rachel Cohn y David Levithan. Joe Tracz es el productor ejecutivo de la serie y también se desempeña como guionista. Shawn Levy y Josh Barry de la compañía 21 Laps Entertainment, Nick Jonas de Image 32 y Brad Silberling también son productores ejecutivos con Levithan y Cohn como coproductores ejecutivos. La dirección está a cargo de Silberling, Fred Savage y Pamela Romanowsky.
Junto con la orden de la serie, se anunció que Austin Abrams y Midori Francis interpretarían a los personajes principales. Dante Brown y Troy Iwata aparecerían en el elenco principal y Keana Marie, James Saito y Jodi Long en el elenco secundario. La segunda ronda de casting se anunció en noviembre de 2019 con Glenn McCuen, Michael Park, Gideon Emery, Jennifer Ikeda y Diego Guevara también en el elenco secundario. En marzo de 2020 se anunció que Agneeta Thacker, Leah Kreitz e Ianne Fields Stewart se habían unido al elenco.
La grabación se realizó en Nueva York durante el otoño e invierno de 2019.
El 23 de octubre de 2020, se lanzó el tráiler oficial. La serie fue estrenada el 10 de noviembre de 2020.
Ya se confirmó una segunda temporada, que se encuentra en desarrollo activo, donde los siguientes episodios harán referencia a la secuela.

## Elenco

### Principales
- Austin Abrams como Dash, un adolescente que odia la Navidad[19]
- Midori Francis como Lily, una adolescente de 17 años que quiere encontrar el amor
- Dante Brown como Boomer, el amigo de Dash
- Troy Iwata como Langston, el hermano mayor de Lily

### Secundarios
- Keana Marie como Sofia, la exnovia de Dash
- Michael Cyril Creighton como Jeff el Elfo / Drag Queen (ingreso fiesta)
- Patrick Vaill como Mark
- William Hill como Santa Claus / Tío Sal
- Leah Kreitz como Aryn
- Ianne Fields Stewart como Roberta
- Agneeta Thacker como Priya, amiga de Sofia
- James Saito como Arthur Mori, el abuelo materno de Lily y Langston
- Gideon Emery como Adam, el padre de Lily y Langston
- Jennifer Ikeda como Grace, la madre de Lily y Langston
- Diego Guevara como Benny, el novio de Langston
- Glenn McCuen como Edgar Thibaud, el matón de Lily de la escuela secundaria
- Jodi Long como la Sra. Basil E., la tía abuela de Lily y Langston
- Michael Park como Gordon, el padre de Dash

### Invitados
- Nick Jonas como él mismo[20][21]
- Jonas Brothers como ellos mismos (actuando Like It's Christmas)[22][23]
- Gina Rodriguez como ella misma (voz en off)[24]

## Episodios
Los ocho episodios de una duración de veinticinco minutos aproximadamente fueron lanzados el 10 de noviembre de 2020.
| Número | Título en español | Título original en inglés | Director          | Guionista    |
| ------ | ----------------- | ------------------------- | ----------------- | ------------ |
| 1      | "Dash"            | "Dash"                    | Brad Silberling   | Joe Tracz    |
| 2      | "Lily"            | "Lily"                    | Brad Silberling   | Joe Tracz    |
| 3      | "Janucá"          | "Hanukkah"                | Pamela Romanowsky | Carol Barbee |
| 4      | "Cenicienta"      | "Cinderella"              | Pamela Romanowsky | Carol Barbee |
| 5      | "Sofia y Edgar"   | "Sofia & Edgar"           | Fred Savage       | Lauren Moon  |
| 6      | "Nochebuena"      | "Christmas Eve"           | Fred Savage       | Harry Tarre  |
| 7      | "Navidad"         | "Christmas"               | Fred Savage       | Rachel Cohn  |
| 8      | "Nochevieja"      | "New Year's Eve"          | Fred Savage       | Joe Tracz    |

## Recepción
En el sitio web Rotten Tomatoes, la serie tiene una calificación de aprobación del 100 % basada en 16 calificaciones, con una calificación promedio de 7.25 / 10. El consenso crítico de los usuarios de esta página web dice "Sostenida por los encantadores Midori Francis y Austin Abrams, Dash & Lily es una deliciosa comedia romántica de aventura de con mucha alegría navideña". En el sitio web Metacritic, tiene un puntaje promedio de 80 de 100 basado en 4 reseñas, lo que indica "evaluaciones generalmente favorables".
Algunas de las críticas destacaron «Lo que convierte a Dash y Lily en una imperdible serie para los jóvenes y todos aquellos con espíritu juvenil que quieran disfrutar de una historia ambientada en Navidad, pero que puede ser vista en cualquier época, gracias a su ritmo, originalidad y encanto.» y que «Dash & Lily mantiene su encanto hasta el final.» Desde Variety resaltan que «Dash & Lily de Netflix marca el comienzo de una dulce y escapista alegría navideña».
Con respecto a la historia «Si bien la serie es una historia navideña, también tiene un mensaje sin estaciones sobre cómo encajar y mantenerse fiel a uno mismo.»